# Chris Joris

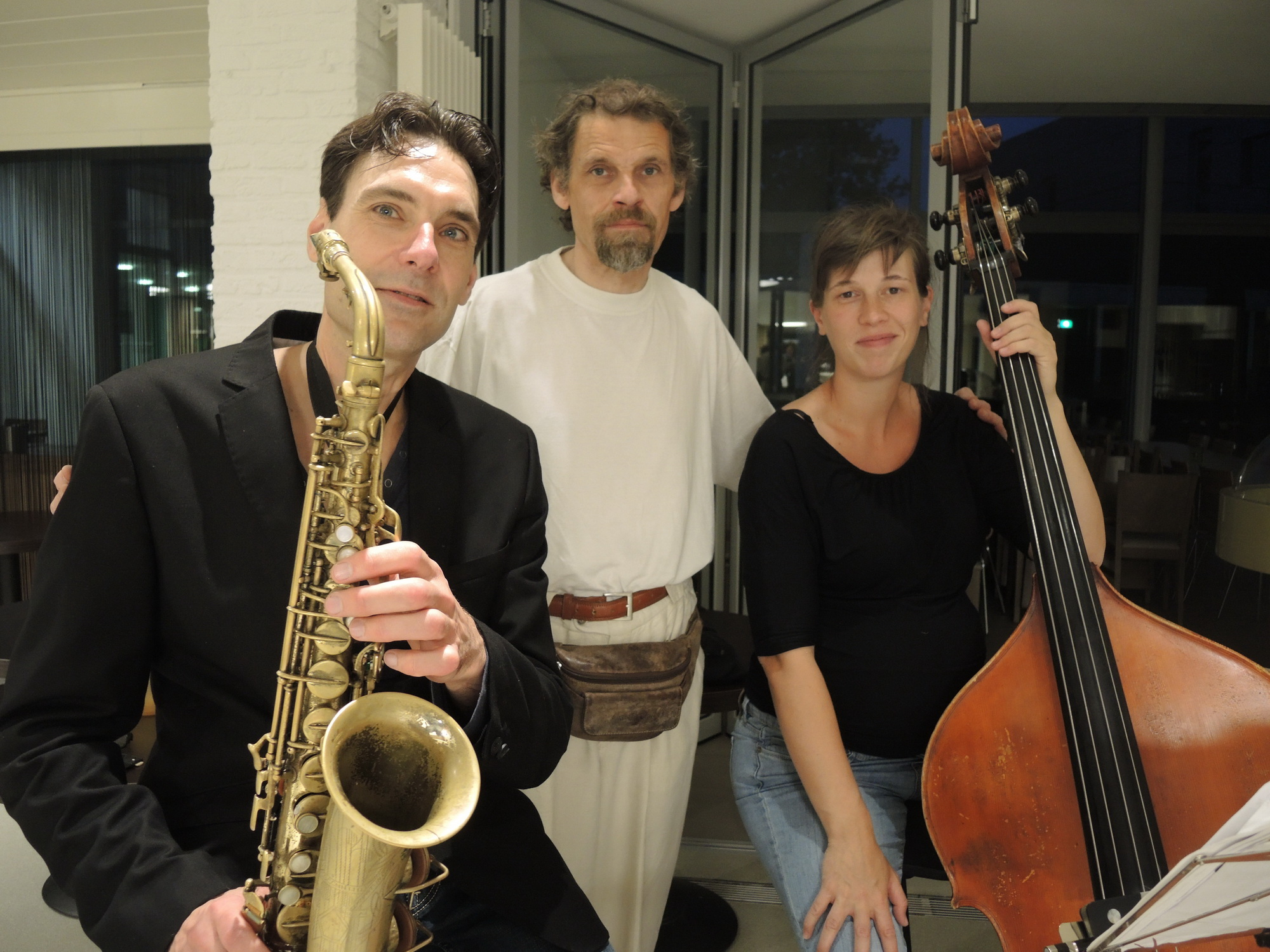
Chris Joris (in der Mitte)

Chris Joris (* 30. November 1952 in Mechelen) ist ein belgischer Jazzmusiker (Perkussion, Piano) und -komponist.

## Leben und Wirken
Joris stammt aus einer musikalischen Familie (sein Vater ist der Opernsänger Jan Joris); er erhielt zunächst Klavierunterricht und lernte dann auch Klarinette. Bereits in den sechziger Jahren gründete er als Pianist ein Experimental-Jazz Trio, das mit Fred Van Hove, mit John Tchicai und mit Michel Mast auftrat. Johnny Dyani überzeugte ihn, zur Perkussion zu wechseln. 1977 gründete er in Paris mit Cheikh Tidiane Fall und Agib Dieng das Trio Assum; im gleichen Jahr wurde er Mitglied von Aksak Maboul und war auch an dem ersten Album dieser Artrock-Band beteiligt. Seit 1978 kam er durch Bruno Castellucci zu Auftritten mit Toots Thielemans, Art Farmer, Michel Herr, Michel Legrand, Steve Houben und Bert Joris (mit dem er nicht verwandt ist). 1982 gründete er seine Gruppe Bula Sangoma, mit der er zwei Alben aufnahm. 1987 war er an dem James-Baldwin-Projekt von David Linx und Pierre van Dormael beteiligt. Dann trat er mit der perkussionsgeprägten Gruppe Bihigo auf; auch arbeitete er mit Adama Dramé und mit Nono García. 1998 gründete er seine Chris Joris Experience, zu der zunächst Bart Defoort gehörte. In den nächsten Jahren war er auch mit Mal Waldron auf Tournee. 2003 schrieb er mit Daniel Schell das Oratorium Ishango, das auf afrikanischen Motiven aufbaute und vom Symphonischen Chor der französischen Gemeinschaft Belgiens aufgeführt wurde.

## Preise und Auszeichnungen
1998 wurde er sowohl im Hörer- als auch im Kritikerpoll des Belgischen Rundfunks BRF zum besten Perkussionisten gewählt; im gleichen Jahr erhielt er als „bester flämischer Musiker“ den  Django d’Or.

## Diskographische Hinweise
- Songs for Mbizo (1976/1991, mit Johnny Dyani, John Ruocco, Julian Bahula, David Linx, Steve Houben, Cheikh Tidiane Fall, Christoph Erbstösser u. a.)
- Bihogo (1993, mit Annie Whitehead, Cameron Brown u. a.)
- Rainbow Country (2007, mit Bob Stewart, Eric Person, Baba Sissoko, Fabian Fiorini, Reggie Washington, Chris Mentens, Junior Mthombeni)
- Paul Van Gysegem, Chris Joris, Patrick De Groote: Boundless (El Negocito, 2017)